# Xavier Méride
Xavier Méride (n. 9 ianuarie 1975, Paris, Franța) este un fost fotbalist francez. De-a lungul carierei a evoluat la RC Lens, Toulouse FC dar și la Dinamo în Liga I.